# Кусарчай (река)
Кусарчай (азерб. Qusarçay, лезг. Кцӏар вацӏ) — крупнейшая река Гусарского района Азербайджана. Длина реки — 113 км; площадь водосборного бассейна — 694 км².
Начинается в горах Базардюзю, Шахдаг и Базарорд на высоте 3780 метров. Образуется при слиянии рек Шахнабад и Сихур. Кусарчай имеет 44 притока.
Основным питанием реки являются тающие ледники. Летом, во время таяния ледников и снегов река сильно разливается. Также помимо ледников река питается водами дождей и подземных источников.
Возраст долины Кусарчая составляет от 8 до 10 миллионов лет. На реке расположены село Гусарчай и город Гусар, где через реку переброшено два моста, один из них Старый, другой новый, недавно построенный.